# 姜珠喜
姜珠喜（1999年5月6日—），藝名Rothy，韓國女歌手，2017年11月9日通過單曲《Stars》出道。粉絲名為「Blooming（블루밍）」。

## 音樂作品

### 單曲專輯
| 專輯 # | 專輯資料                                                      | 曲目 |
| 1st    | 《Stars》 - 發行日期：2017年11月9日 - 語言：韓語              | 1. Stars 2. Stars (Inst.) |
| 2nd    | 《Sullae》 - 發行日期：2018年6月1日 - 語言：韓語              | 1. 捉迷藏 (Sullae) (술래) 2. 捉迷藏 (Sullae) (술래) (Inst.)                                                                                       |
| 3rd    | 《Blossom Flower》 - 發行日期：2019年1月30日 - 語言：韓語     | 1. 盛開的花 (Blossom Flower) (다 핀 꽃) 2. 盛開的花 (Blossom Flower) (다 핀 꽃) (Inst.)                                                           |
| 4th    | 《Ocean View》 - 發行日期：2020年8月13日 - 語言：韓語         | 1. Ocean View (feat.朴燦烈) 2. Ocean View (Inst.)                                                                                                 |
| 5th    | 《Cold Love》 - 發行日期：2021年10月14日 - 語言：韓語         | 1. Cold Love 2. Cold Love (Inst.) |
| 6th    | 《Believe》 - 發行日期：2022年2月24日 - 語言：韓語            | 1. 冬...過後的春天 (Believe) (겨울..그다음 봄) 2. 冬...過後的春天 (Believe) (겨울..그다음 봄) (Inst.)                                             |
| 7th    | 《Changed Number》 - 發行日期：2022年7月5日 - 語言：韓語      | 1. Changed Number 2. Changed Number (Inst.) |
| 8th    | 《Diamond》 - 發行日期：2023年5月31日 - 語言：韓語            | 1. Diamond 2. Diamond (Inst.) |
| 9th    | 《Something Casual》 - 發行日期：2023年10月12日 - 語言：韓語  | 1. Something Casual 2. Something Casual (Inst.) 3. 可以喜歡你嗎 (May I...) (좋아해도 되나요) 4. 可以喜歡你嗎 (May I...) (좋아해도 되나요) (Inst.) |
| 10th   | 《NO WHERE, NOW HERE》 - 發行日期：2023年11月5日 - 語言：韓語 | 1. 你的季節將會回來 (NO WHERE, NOW HERE) (너의 계절이 돌아올거야) 2. 你的季節將會回來 (NO WHERE, NOW HERE) (너의 계절이 돌아올거야) (Inst.)       |
| 11th   | 《Happy End》 - 發行日期：2024年6月23日 - 語言：韓語          | 1. Happy End 2. Happy End (Inst.) |

### 重製專輯
| 專輯 # | 專輯資料                                        | 曲目                                                      |
| 1st    | 《Star》 - 發行日期：2022年3月31日 - 語言：韓語 | 1. 這星星 (Star) (이_별) 2. 這星星 (Star) (이_별) (Inst.) |

### 迷你專輯
| 專輯 # | 專輯資料                                                  | 曲目 |
| 1st    | 《Shape Of Rothy》 - 發行日期：2018年8月30日 - 語言：韓語 | 曲目 1. 燃燒 (Burning) (버닝) 2. 尋找失去的時間 (Lost Time) (잃어버린 시간을 찾아서) 3. Stars 4. 捉迷藏 (Sullae) (술래) 5. 尋找失去的時間 (Lost Time) (Inst.) 6. 燃燒 (Burning) (Inst.) |
| 2nd    | 《Color Of Rothy》 - 發行日期：2019年5月27日 - 語言：韓語 | {{hidden\|曲目\| 1. Bee 2. 比昨天成長了 (Beautiful Days) (어제보다 자랐어) 3. 溫度 (Temperature) (온도) 4. 全開的花 (Blossom Flower) (다 핀 꽃) 5. Bee (Inst.)                          |

### 未正式發行單曲
| 專輯 # | 專輯資料                                                                 | 曲目                            |
| 1st    | 《Blue_me (Dear. My Bloo_ming)》 - 發行日期：2024年10月24日 - 語言：韓語 | 1. Blue_me (Dear. My Bloo_ming) |
| 2nd    | 《homegirl》 - 發行日期：2025年4月21日 - 語言：韓語                      | 1. homegirl                     |

### 原聲帶
| 發行日期       | 收錄專輯                                     | 歌曲                                                         | 合作歌手              |
| 2018年1月2日   | 《超完美秘書》OST Part.5                     | 像個孩子 (Baby Baby) (애기애기해)                            | 金有權 (U-Kwon)       |
| 2018年6月27日  | 《金秘書為何那樣》OST Part.4                 | 再多一點 (A Little Bit More) (조금만 더)                     | 趙珍虎                |
| 2018年7月8日   | 網路劇《RE:PLAYLIST》Vol.2                   | 蝴蝶效應 (Butterfly Effect) (나비효과)                       | 不適用                |
| 2018年10月1日  | 《Beauty Inside》OST Part.1                  | 雲 (Cloud) (구름)                                            | 不適用                |
| 2019年2月10日  | 《羅曼史是別冊附錄》OST Part.2               | 彩虹 (Rainbow) (레인보우)                                    | 不適用                |
| 2020年2月29日  | 網路劇《又一次的結局》OST Part.2             | Hello                                                        | 不適用                |
| 2020年7月4日   | 《便利店新星》OST Part.4                     | 在無法入眠的夜 (Sleepless Night) (잠이 오지 않는 밤에)       | 不適用                |
| 2021年6月29日  | 《遠看是蔚藍的春天》OST Part.3               | 我們不會在一起 (We will not be all together) (품)            | 한승윤(Han Seung Yun) |
| 2021年11月21日 | 《智異山 (電視劇)》OST Part.7                | Our Road                                                     | 不適用                |
| 2021年12月20日 | 網漫《Back to you》OST                       | 早點告訴我多好 (ENFP) (미리 좀 말해주지 그랬어)              | 不適用                |
| 2022年3月12日  | 《氣象廳的人們：社內戀愛殘酷史篇》OST Part.4 | 好像有了珍貴的事物 (Something Precious) (소중한 게 생겼나봐) | 不適用                |
| 2022年7月19日  | 《Link：盡情吃，用力愛》OST Part.7           | Step By Step                                                 | 不適用                |
| 2022年10月18日 | 《精神教練諸葛吉》OST Part.5                 | 在你身邊 (With You) (네 곁에)                                | 不適用                |
| 2023年04月15日 | 《車貞淑醫生》OST Part.1                     | 獨自一人 (홀로)                                              | 不適用                |
| 2023年08月16日 | 《陌生人 (2023年電視劇)》OST Part.6          | Alive                                                        | 不適用                |

## 影視作品

### 電影
- 2021年：《逐夢練習曲》飾演 Rothy（特別出演）

### 綜藝節目
- 2017年12月17日：MBC《Section TV 演藝通信》
- 2018年9月7日：KBS《柳喜烈的寫生簿》
- 2019年7月28日：SBS《Running Man》
- 2019年7月14日、21日：MBC《神秘音樂秀：蒙面歌王》
- 2020年3月16日：MBC《裴哲秀醬》[5]
- 2020年5月24日：SBS《家師父一體》（特別出演）
- 2022年3月30日~04月20日：SBS《Sing forest》
- 2022年7月8日：KBS《柳喜烈的寫生簿》
- 2022年8月26日：SBS《Sing forest 2》

### 電台節目
- 2017年12月7日：SBS《朴素賢的Love Game》
- 2018年1月4日：SBS《李國主的Young Street》
- 2018年1月18日：SBS《NCT的night night!》
- 2018年6月11日：阿里郎國際廣播《K-Poppin'》
- 2018年9月13日：阿里郎國際廣播《Sound K》

## 外部連結
- 官方網站 （页面存档备份，存于）
- 姜珠喜的Facebook專頁
- 姜珠喜的Instagram帳戶
- 姜珠喜的X（前Twitter）
- 姜珠喜的Youtube個人帳戶 （页面存档备份，存于）
- 姜珠喜的Youtube公司帳戶 （页面存档备份，存于）
- 姜珠喜的官方Daum Cafe （页面存档备份，存于）
- 姜珠喜的soundcloud帳戶 （页面存档备份，存于）
- 姜珠喜的Naver post （页面存档备份，存于）